# Quirit
Quirit (echte naam Jean-Marie Mathues (Tienen, 1953) is een Belgische cartoonist.

## Biografie
Quirit studeerde voor technicus scheikunde aan het Rijkshoger Instituut voor Kernenergiebedrijven in Brussel. In 1976 debuteerde hij als cartoonist in Knack. Zijn bekendheid nam toe dankzij zijn publicaties in het blad De Zwijger tijdens de eerste helft van de jaren 80. 
Hij publiceert onder meer in P-Magazine en Gazet van Antwerpen. In het buitenland publiceert hij onder meer in De Volkskrant, de Neue Revue in Duitsland, Punch en Quo in Frankrijk. 